# Ström, Örnsköldsviks kommun

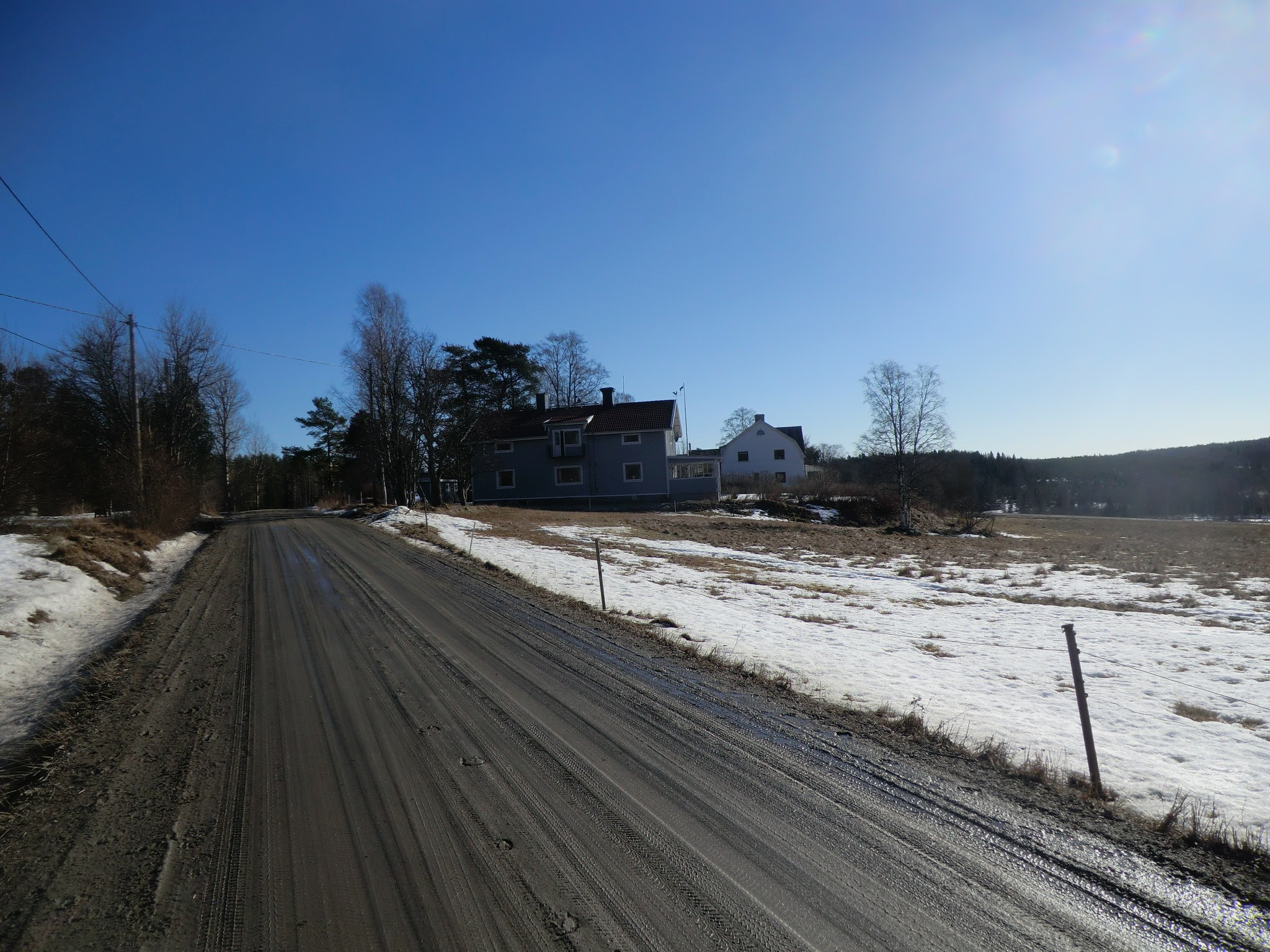
Byvägen i Ström fotograferad österut mot avtagsvägen mot Tennbacken.

Ström är en by i Arnäs socken som ligger cirka 1 mil utanför Örnsköldsvik i Ångermanland. Bebyggelsen ingår i småorten Lunne och Ström.
Ström har en huvudgata och en sidogata vid namn Tennbacken.